# Miroslav Hudec
Miroslav Hudec (* 16. listopadu 1951 Benešov) je český psycholog a politik, v letech 2012 až 2016 zastupitel Libereckého kraje, dlouholetý zastupitel města České Lípy, psycholog, v současnosti člen Strany zelených.

## Život
Vystudoval psychologii na Filozofické fakultě Univerzity Karlovy v Praze (promoval v roce 1976). Ihned poté začal pracovat jako psycholog v Pedagogicko-psychologické poradně v České Lípě, v letech 1991 až 2012 byl navíc jejím ředitelem (z funkce odstoupil po zvolení krajským zastupitelem).
Miroslav Hudec je ženatý a má dceru.

## Politické působení
V politice působí od roku 1989, kdy spoluzakládal Občanské fórum na Českolipsku. V komunálních volbách v roce 1990 byl zvolen zastupitelem města České Lípy. Mandát zastupitele obhájil i v komunálních volbách v roce 1994 jako člen strany Svobodní demokraté (OH) a v komunálních volbách v roce 1998, tentokrát jako člen České strany národně sociální (ČSNS). V komunálních volbách v roce 2002 však mandát zastupitele obhájit nedokázal (ČSNS se totiž do zastupitelstva nedostala). V roce 2004 vstoupil do Strany zelených, za kterou pak úspěšně kandidoval v komunálních volbách v roce 2006 a do Zastupitelstva města České Lípy se tak vrátil. Mandát zastupitele obhájil v komunálních volbách v roce 2010 (působil jako předseda Výboru pro životní prostředí), ve volbách v roce 2014, kdy vedl kandidátku subjektu Zelení a Nezávislí, i ve volbách v roce 2018, a to jako člen Zelených na kandidátce subjektu "ŽIVÁ LÍPA".
Do vyšší politiky se pokoušel vstoupit v krajských volbách, kdy kandidoval třikrát neúspěšně do Zastupitelstva Libereckého kraje - v krajských volbách v roce 2000 ještě za ČSNS, krajských volbách v roce 2004 a krajských volbách v roce 2008 už za Stranu zelených. Uspěl až v krajských volbách v roce 2012, kdy kandidoval jako člen SZ za subjekt "Změna pro Liberecký kraj", který společně tvořily politické hnutí Změna a Strana zelených. V zastupitelstvu působil ve Výboru dopravy a ve Výboru sociálních věcí. Ve volbách v roce 2016 mandát obhajoval jako člen SZ za subjekt "ZMĚNA PRO LIBERECKÝ KRAJ" (tj. politické hnutí Změna a SZ), ale neuspěl.
Pokoušel se dostat také do Senátu PČR. V senátních volbách v roce 2008 kandidoval v obvodu č. 36 - Česká Lípa za Stranu zelených. Se ziskem 6,57 % hlasů však skončil na pátém místě a nepostoupil ani do druhého kola.
Neúspěšně kandidoval ve volbách do Poslanecké sněmovny PČR v roce 1996 za SD-LSNS, v letech 1998 a 2002 za ČSNS a v letech 2006 a 2010 za SZ. Ve volbách do Poslanecké sněmovny PČR v roce 2013 kandidoval v Libereckém kraji jako lídr Strany zelených, ale opět neuspěl. 30. září 2023 převzal u příležitosti vzpomínky na obránce hranic z roku 1938 z rukou Jaroslava Beneše Pamětní medaili 100 let ČsOL. Oceněna byla jeho dlouholetá veřejná práce.

## Vyznamenání
- Pamětní medaile 100 let ČsOL